# Schwendi (Adelsgeschlecht)

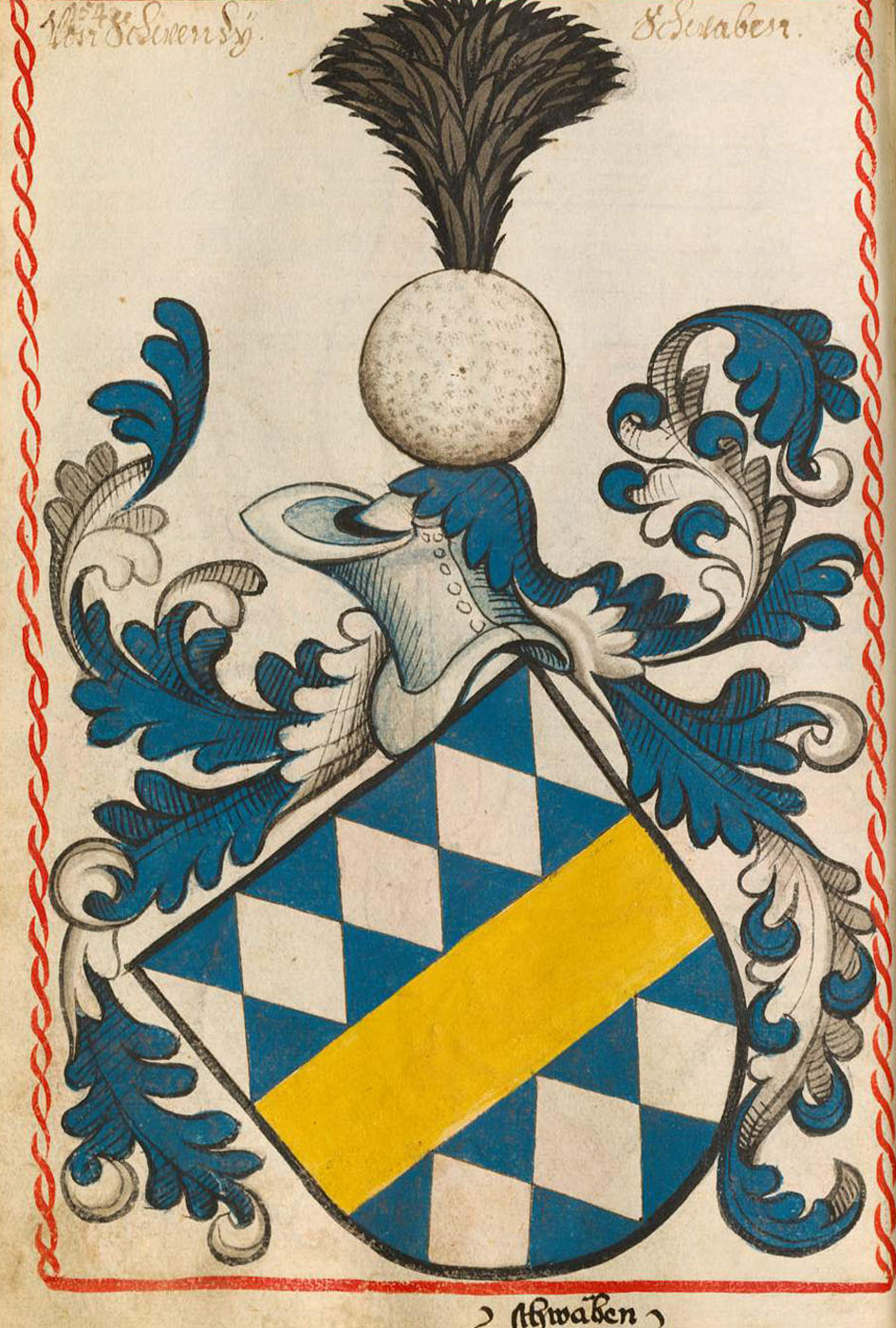
Wappen derer von Schwendi
Scheiblersches Wappenbuch 1450–1480

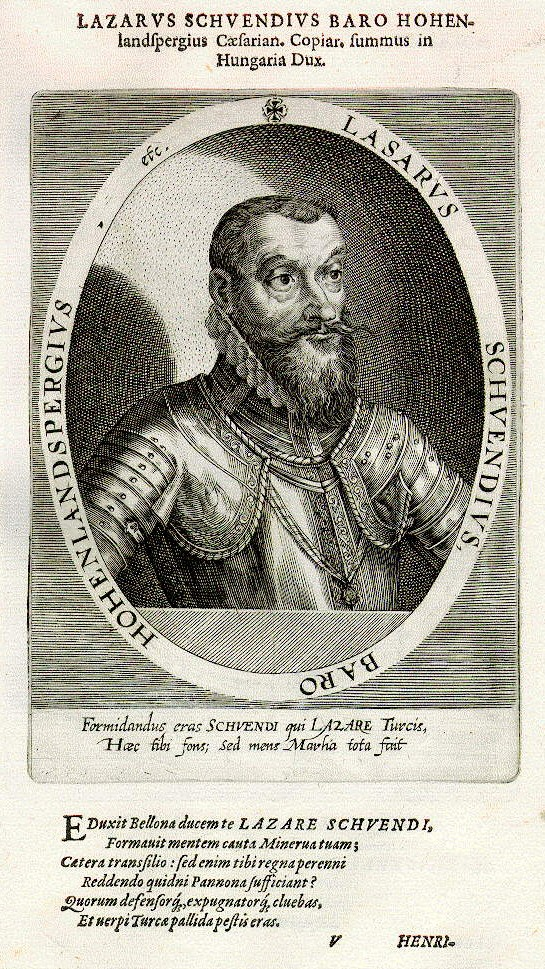
Darstellung von Lazarus von Schwendi nach Dominicus Custos

Die Familie von Schwendi war ein altes schwäbisches Adelsgeschlecht (siehe auch Liste schwäbischer Adelsgeschlechter).

## Geschichte
Namensgebender Stammsitz der Familie ist Schwendi, heute eine Gemeinde mit dem Burgrest Schwendi im Landkreis Biberach in Oberschwaben in Baden-Württemberg. Schwendi gehörte in der Zeit der ersten urkundlichen Erwähnung des Geschlechtes 1128 zu Vorderösterreich.
Aufgrund ihrer Besitzungen gehörte das Geschlecht dem Ritterkanton Donau an. Zu den Besitzungen zählte unter anderem Burkheim, auch Schwendi-Schloss genannt.
Im Jahr 1523 nahmen im Gefolge des Schwäbischen Bundes Mitglieder der Familie von Schwendi am Fränkischen Krieg teil (siehe auch Wandereisen-Holzschnitte von 1523).
Domdekan Marquard von Schwendi begründete 1622 die Wallfahrt zur Passauer Wallfahrtskirche Mariahilf.
Die Linie starb 1689/1700 im Mannesstamm aus.

### Besitzungen des Lazarus von Schwendi
Als bedeutendster Vertreter gilt Lazarus von Schwendi (1522–1583). Er war Diplomat, Staatsmann und kaiserlicher General in Diensten der Kaiser Karl V. und Maximilian II.
1560 bekam er die Pfandschaft von Schloss, Stadt und Herrschaft Burkheim am Kaiserstuhl mit Oberrotweil, Oberbergen, Vogtsburg (heute alle Stadt Vogtsburg im Kaiserstuhl) und Jechtingen, schon vorher hatte er die Burgvogtschaft über Breisach erlangt. Auf dem Gelände einer Burgruine errichtet er das Schloss Burkheim, heute die einzige Ruine eines Renaissance-Schlosses in Südbaden. Das Schloss wurde 1673 von französischen Truppen zerstört.
1563 kaufte Schwendi von den Erben der Grafen von Lupfen die elsässische Herrschaft Hohlandsberg. 1568 wurde er von Kaiser Maximilian II. zum Reichsfreiherrn von Landsberg erhoben; der Titel wurde 1572 in Reichsfreiherr von Hohenlandsberg umgewandelt. Schwendi gab der Herrschaft Landsberg eine vorbildliche Ordnung und förderte im Elsass und im Breisgau den Weinbau. Dass die Einführung der Tokajer-Rebe auf einen durch ihn initiierten Export aus dem ungarischen Weinbaugebiet Tokaj zurückgehe, wo er einen bedeutenden militärischen Sieg errungen hatte, wie das Brunnendenkmal von dem Kaufhaus in Colmar zeigt, ist jedoch Legende. Zum Schwendischen Amt Hohlandsberg gehörten die Orte Kientzheim, Sigolsheim, Ammerschwihr, Ingersheim und Wintzenheim sowie Einkünfte von Wein in Turckheim und anderen Orten der Umgebung. Zu den Besitzungen des Lazarus von Schwendi gehörten auch Triberg im Schwarzwald und Kirchhofen im Breisgau.

## Wappen
Der Schild wird waagrecht geteilt durch einen schmalen goldenen Balken. In beiden Hälften befindet sich je eine waagrechte Reihe dreier silberner Rauten auf blauem Grund. Die Helmdecken sind blau und silbern. Die gekrönte Helmzier besteht aus einem silbernen kugelförmigen Objekt mit einem schwarzen Bausch.
Die Freiherren von Süßkind waren Besitznachfolger der Herrschaft Schwendi, sie nannten sich ab 1901 Freiherren von Süßkind-Schwendi. Das Wappen der Herren von Schwendi wurde in ihr gemehrtes Wappen aufgenommen.

Wappen der Gemeinde Schwendi
Wappen von Großschafhausen, heute ein Ortsteil von Schwendi
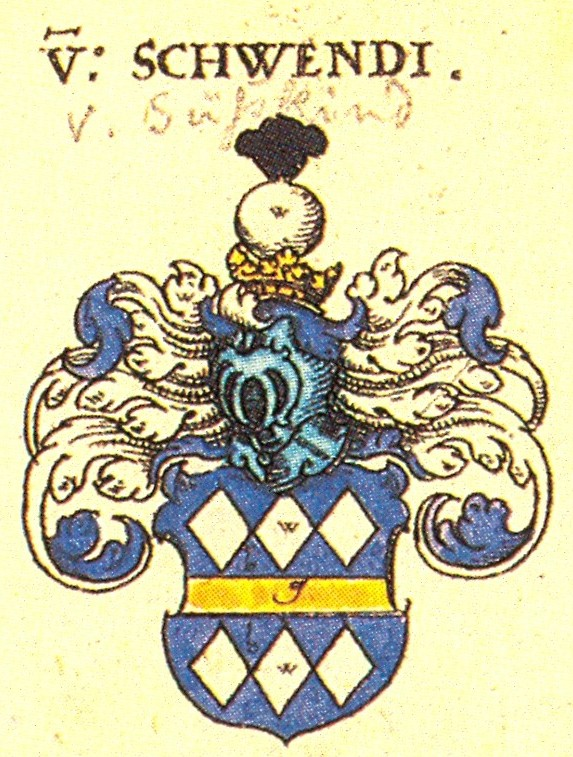
Wappen der Familie nach Siebmachers Wappenbuch
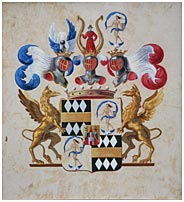
Wappen der Freiherren von Süßkind
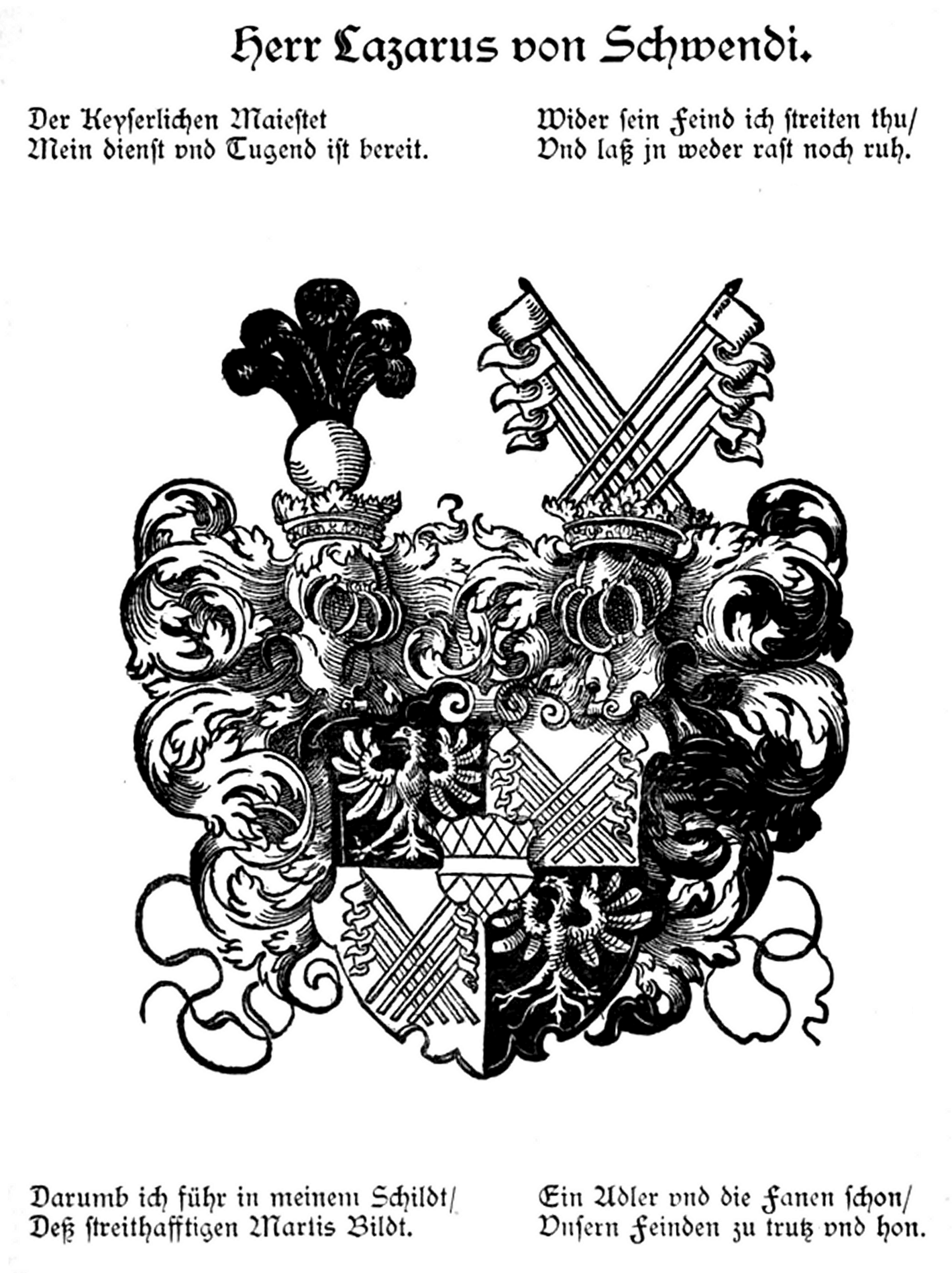
Wappen des Lazarus von Schwendi aus Jost Amman’s Wappen & Stammbuch, 1589